# Елса, ружа
Елса, ружа је краткометражни филм из 1965. године у режији француске режисерке Ањес Варде. Ради се о љубави између Луја Арагона и Елсе Триоле.

## Резиме
Документарац приказује два писца, причајући њихову причу и њихова сећања, од младости Елсе Триоле до када се срела са Лујом Арагоном, док глас (Мишел Пиколи) чита Арагонове песме о Елси.

## Глумци
- Елса Триоле као она сама
- Луј Арагон као он сам
- Мишел Пиколи као наратор

## Развој
Филм је сниман у Елсином и Лујовом дому у Монпарнасу током јуна 1965. године.

## Издање
Филм је сниман током 1965. године, али је тек први пут виђен на телевизији 23. октобра 1966. током емисије под називом „Дим Дам Дом“ на другом каналу ОРТФ.